# تشارة (قيلاب)
تشارة (بالفارسية: چاره) هي قرية تقع في قسم قيلاب الريفي، بمقاطعة أنديمشك التابعة لمحافظة خوزستان، إيران. يقدر عدد سكانها بـ 38 نسمة حسب الإحصاء السكاني الذي تمّ في عام 2006.